# Río Irk
El río Irk es un río en el condado histórico de Lancashire en el noroeste de Inglaterra que fluye a través de muchas poblaciones del norte de Lancashire en el condado de Gran Mánchester .
Nace al este de Royton y corre hacia el oeste pasando Chadderton , Middleton y Blackley antes de fusionarse con el río Irwell en el centro de Manchester.

## Historia
El nombre del Irk es de etimología oscura,  pero puede ser de origen británico y estar relacionado con la palabra galesa "iwrch", que significa corzo.  El Afon Iwrch, un río en Denbighshire, también toma su nombre de esta palabra.
En la época medieval, había un molino junto al Irk en el que los inquilinos de tierra molían su maíz y sus pesquerías estaban controladas por el señor de la mansión. En el siglo XVI, estaba prohibido arrojar carroña y otras suciedades al Irk. Antes de la Revolución Industrial el agua para Manchester se extraía de este río. Existen registros que indican que en 1381 había un puente sobre el Irk. El río se destacaba por sus destructivas inundaciones. En 1480, los burgueses de Manchester describieron que la carretera entre Manchester y Collyhurst había sido erosionada por el Irk. En 1816, de siete puentes sobre el Irk, seis eran propensos a inundarse después de fuertes lluvias, pero el séptimo, el puente Ducie construido en 1814 estaba por encima de los niveles de inundación.
Según The New Gazetteer of Lancashire (1830), el Irk tenía "más molinos sobre él que cualquier otro arroyo de su longitud en el Reino" y "las anguilas de este río eran antes notables por su grosor, que se atribuía a la grasa y aceites extraídos por los molinos de los paños de lana y mezclados con las aguas ".  Sin embargo, a principios del siglo XX, el valle de Irk entre Crumpsall y Blackley se había convertido en un río abandonado, "no sólo el más negro sino el más lento de todos los ríos".
Friedrich Engels describió las orillas del Irk en Manchester en el apogeo del exceso industrial de la ciudad.
Desde entonces, el río se ha convertido en alcantarilla cuando llega al centro de la ciudad. Desaparece debajo de la estación de tren Manchester Victoria en un túnel de ladrillos en Ducie Bridge y desemboca en Irwell debajo de un viaducto ferroviario.
El 15 de agosto de 1953, el vagón delantero de un tren eléctrico de Manchester a Bury cayó del viaducto sobre el río Irk después de chocar con un tren de vapor local. Diez personas murieron y 58 resultaron heridas en lo que se conoció como el desastre de Irk Valley Junction.